# Teresa Colom i Pich
Teresa Colom Pich (Seo de Urgel, 12 de diciembre de 1973) es una poeta y escritora andorrana catalana. Licenciada en Ciencias Económicas por la Universidad Pompeu Fabra. Tras ganar en el año 2000 el premio Miquel Martí i Pol convocado por el Gobierno de Andorra, y el accésit al premio Grandalla, publicó el poemario Com mesos de Juny, y desde entonces no ha dejado de publicar poesía. En 2004 abandonó su trabajo como gestora de patrimonios para dedicarse a la literatura. En 2010 estrenó 32 Vidres. Ha sido distinguida con el Talento FNAC 2009 y ha sido directora artística de Barcelona Poesía. 

## Obras de economía
- 1997 La moneda única, Banc Internacional - Banca Mora (con Jaime Calderón)

## Poesía
- 2001 Com mesos de juny, Edicions del Diari d'Andorra
- 2002 La temperatura d'uns llavis, Edicions del Diari d'Andorra
- 2005 Elegies del final conegut, Abadia Editors
- 2009 On tot és vidre, Pagès Editors
- 2012 La meva mare es preguntava per la mort, Pagès Editors
- 2021 El cementiri de les matrioixques, Proa

## Narrativa
- 2015 La senyoreta Keaton i altres bèsties, Editorial Empúries
- 2019 Consciència, Editorial Empúries
- 2024 Neu a la porta - Ull de gat, ull de bou, Novela doble de la colección  Temps obert, Comanegra

## Traducciones
- 2018 La señorita Keaton y otras bestias (trad. al castellano: Andrés Pozo Cueto), La Huerta Grande
- 2020 Mademoiselle Keaton et autres créatures (trad. al francés: Claude Bleton), Actes-Sud
- 2020 Ποιήματα της Τερέζας Κολόμ / Poemas de Teresa Colom. Edición bilingüe griego-catalán (trad. al griego: Nancy Aggeli), Vakxikon Publications
- 2021 Consciencia (trad. al castellano: Andrés Pozo Cueto), La Huerta Grande
- 2022 Coscienza (trad. al italiano: Marco Paone), Aguaplano

## Premios literarios
- 2000 Premio del Concurso de poesía de la Biblioteca Pública del Gobierno de Andorra (Premio Miquel Martí i Pol)
- 2000 Premio Grandalla de poesía del Cercle de les Arts i de les Lletres d'Andorra
- 2009 Talento FNAC por On tot és vidre, Pagès Editors
- 2016 Premio Maria Àngels Anglada (a obra publicada), por La senyoreta Keaton i altres bèsties